# Упркос свему
Упркос свему (шп. Contra viento y marea) мексичка је теленовела, продукцијске куће Телевиса, снимана 2005.
У Србији је приказивана током 2005. и 2006. на телевизија Пинк.

## Синопсис
Наталија Риос млада је и лепа девојка која живи са тетком Инес у прекрасном градићу Комала. Аркадија, тетин муж, човек је без морала који покуша да силује Наталију па је на крају прода у бело робље. Наталија заврши у борделу где јој се смилује Валенте који јој помаже да побегне. Убрзо су обоје ухваћени и Валенте се сукоби са разбојницима не би ли спасио Наталију. Наталија успе побећи и стиже у своје село где затиче тету на самрти. Инес је моли да оде да живи код г-ђе Карлоте у вилу породице Серано и Наталија је послуша. Кад стигне, г. Теодоро Серано и његова ћерка Сандра срдачно је прихвате, али његова супруга Аполонија, ћерка гђе Карлоте, не може да је поднесе.
У сеоцету Санта Роса дел Мар живи Себастијан са својом породицом која га је усвојила: са Ампаро, која га никад није прихватила, њеним сином Едуардом, с којим је Себастиан увек имао прави братски однос, и баком доњом Круз. Једнога дана Себастиан одбрани Едуарда од пијанца који остане да лежи на улици. Незнанац искористи прилику па покраде и убије човека, а за све је оптужен Себастиан.
Након неколико година Наталија упозна Едуарда на универзитету. Он се у њу смртно заљуби, но она га воли само као брата. Себастиан излази раније из затвора због доброг владања и жели то прославити са пријатељима. Но судбина је хтела да упозна Наталију кад ју је морао бранити од својих раскалашених пријатеља. Иако се након тога више нису срели, Наталија и Себастијан непрестано мисле једно на друго. Едуардо и Себастијан не слуте да воле исту жену. Себастијан је очајан јер нигде не може наћи посао па срећу одлучи потражити у Мексико Ситију. Тамо му судбина поновно доводи Наталију па они напокон изјављују љубав. Наталија му обећа помоћи наћи посао у фабрици за конзервисање туне, чији су власници породица Серано, где и она ради. У међувремену, Аполонија тражи незаконитог сина којег је родила у младости и дала га на усвајање Ампарином мужу. Ампаро увиђа прилику да искористи властитог сином па говори Аполонији да је Едуардо њен син. У покушају да задобије његову љубав, Аполонија га запосли у фабрици и обећа да ће му испунити све жеље. Кад чује да је Едуардо заљубљен у Наталију, Аполониа чини све не би ли присилила Наталију да се уда за њега. Но Наталиа воли Себастиана и неће попустити. Тек кад се Едуардо тешко разболи и лекар каже да неће још дуго живети, Наталија ће поново размислити хоће ли се удати за њега.

## Улоге
| Глумац:            | Улога:                    |
| ------------------ | ------------------------- |
| Марлен Фавела      | Наталија Риос             |
| Себастијан Руљи    | Себастијан Карденас       |
| Азела Робинсон     | Аполонија Рудел де Серано |
| Беатриз Шеридан    | Карлота де Рудел          |
| Ники Монделини     | Констанса Сандовал        |
| Армандо Араиза     | Иманол Балмаседа Сандовал |
| Адријана Фонсека   | Сандра Серано Рудел       |
| Маријана Авила     | Сарела Балмаседа Сандовал |
| Алексис Ајала      | Рикардо Сандовал          |
| Хулио Камехо       | Саул Трехо                |
| Кика Едгар         | Рехина Кампос             |
| Алберто Естреља    | Валенте Ортигоза Франко   |
| Мигел Галван       | Адан                      |
| Евита Муњос Ћаћита | доња Круз                 |
| Данијел Хабиф      | Франк Балмаседа Сандовал  |
| Алејиде Нуњез      | Перла Перлита             |
| Марибел Палмер     | Ерика                     |
| Федерико Писаро    | Алваро Кампос             |
| Елизабет Агилар    | Карлота                   |
| Силвија Манрикез   | Ампаро Карденас           |
| Алекс Сирвент      | Ћема                      |
| Луис Котуриер      | Теодоро Серано            |
| Лиз Вега           | Хункал                    |
| Оскар Морељи       | Валдес                    |
| Марко Мендес       | Ренато Алдај              |
| Ернесто Д'Алесијо  | Едуардо                   |
| Хулио Монтерде     | Димас                     |
| Хорхе Поза         | Матео                     |
| Елизабет Алварез   | Минерва                   |
| Мигел Гарза        | Фабрисио                  |
| Јоланда Вентура    | Исабел                    |
| Ана Луиса Пелуфо   | Биби                      |
| Роберто Баљестерос | Аркадио                   |
| Кармен Амескуа     | Лусија                    |
| Мајира Саведра     | Хурајима                  |
| Уберто Бондоне     | Алмеха                    |
| Сион Џене          | Исела                     |
| Пати Ромеро        | Одалис #1                 |
| Жаклин Арохо       | Одалис #2                 |
| Јула Посо          | Терса                     |
| Глорија Чавез      | Вилма                     |
| Марисол Гонзалез   | Мелиса                    |
| Артуро Пениче      | Назарио                   |
| Мигел Анхел Бијађо | Куко                      |
| Рубен Оливарес     | Рубен                     |
| Дана Паола         | Наталија (као девојчица)  |
| Данијела Аедо      | Сандра (као девојчица)    |
| Раул Себастијан    | Едуардо (као дечак)       |
| Никол Де Марија    | Сара                      |
| Кристан Руиз       | Владимир                  |
| Валентина Куенка   | Беатриз                   |
| Валерија Лопес     | Ребека                    |
| Кристијан Стенли   | Ернесто                   |
| Марио Фигуероа     | Фабијан                   |
| Фабијан Роблес     | Херонимо                  |
| Франсес Ондивијела | Мендоса                   |
| Лусеро Ландер      | Инес                      |
| Кендра             | Аманесер                  |
| Келчи Аризменди    | Фуенсанта                 |